# Kerstin Wolter

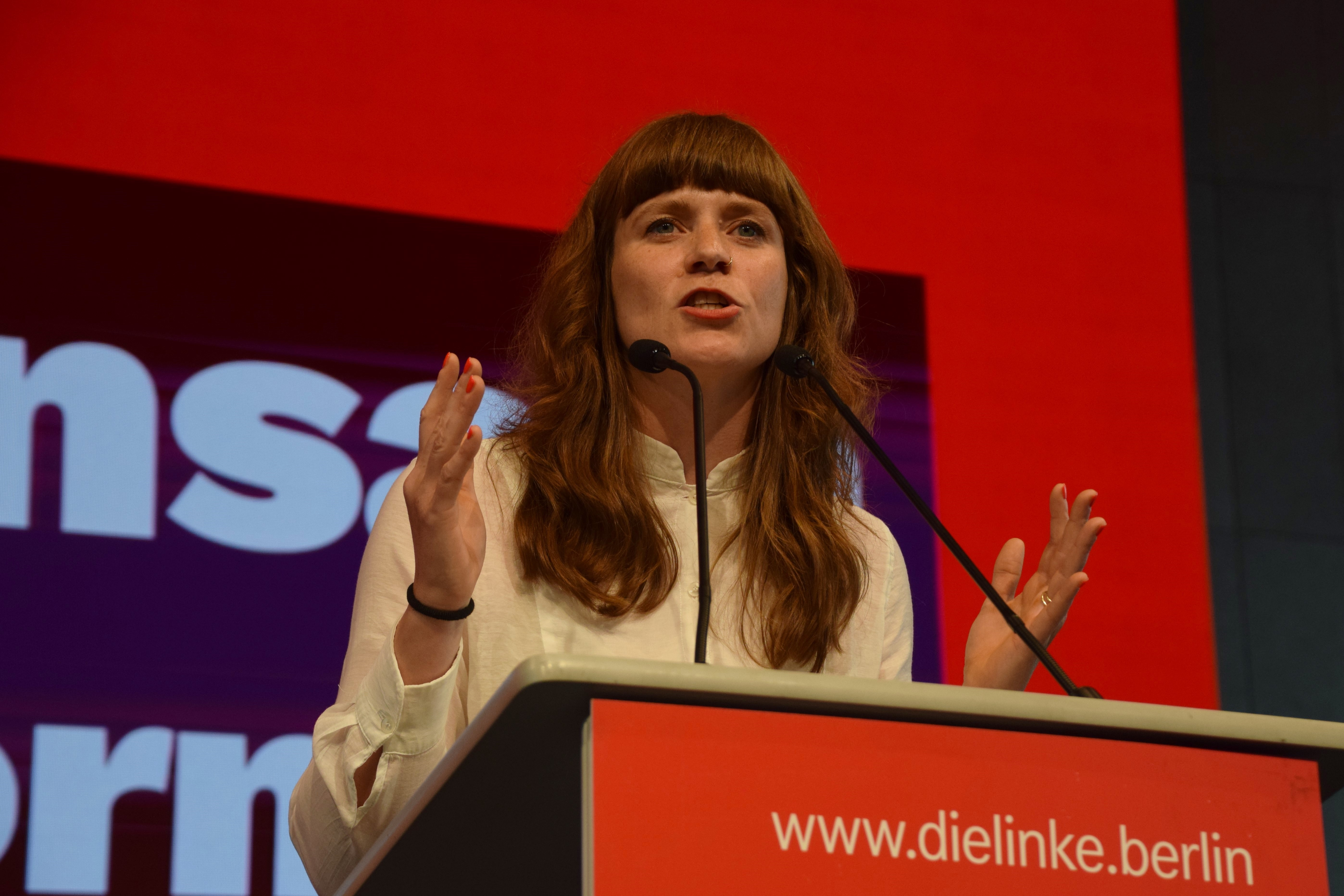
Kerstin Wolter auf der 1. Tagung des X. Landesparteitags der Berliner Linken (2025)

Kerstin Wolter (* 1986 in Perleberg) ist eine deutsche Politikerin (Die Linke). Seit 2025 ist sie gemeinsam mit Maximilian Schirmer Landesvorsitzende der Berliner Linken.

## Leben
Wolter wuchs in einem Dorf in Mecklenburg-Vorpommern auf. Sie studierte Geografie, Umweltpolitik, Agrar- und Sozialwissenschaften an der Universität Lund. Während ihrer Studienzeit war sie im Studierendenverband Die Linke.SDS aktiv, unter anderem als dessen Bundesgeschäftsführerin.
Seit 2019 ist Wolter Bezirksvorsitzende der Linken Friedrichshain-Kreuzberg. Im Mai 2025 wählte sie der Landesparteitag der Berliner Linken gemeinsam mit dem bisherigen Amtsinhaber Maximilian Schirmer zu den Landesvorsitzenden.

## Publizistische Tätigkeit
Als Teil des Kollektivs „MF3000“ veröffentlichte Wolter den Band Ändern wir die Welt, sie braucht es!. Darüber hinaus veröffentlichte sie mehrere Beiträge in der Zeitschrift Luxemburg.